# Catocala amestris
Catocala amestris е вид насекомо от семейство Нощенки (Noctuidae).

## Разпространение
Видът се среща в Северна Америка.

## Описание
Има размах на крилата около 4 – 4,5 см. Задните крила са ярко оцветени, а предните – сивокафяви.